# Guignecourt
Guignecourt település Franciaországban, Oise megyében. Lakosainak száma 386 fő (2022. január 1.). Guignecourt Bonlier, Fontaine-Saint-Lucien, Maisoncelle-Saint-Pierre, Tillé és Verderel-lès-Sauqueuse községekkel határos.

## Népesség
A település népességének változása:
| Lakosok száma | 368  | 379  | 389  | 381  | 381  | 387  | 387  | 386  | 386  |
|               | 2013 | 2015 | 2016 | 2017 | 2018 | 2019 | 2020 | 2021 | 2022 |